# Sue Howland
Sue Howland (eigentlich Suzanne Howland; * 4. September 1960) ist eine ehemalige australische Speerwerferin.
1982 siegte sie bei den Commonwealth Games in Brisbane. Einem vierten Platz beim Leichtathletik-Weltcup 1985 in Canberra folgte eine Bronzemedaille bei den Commonwealth Games 1986 in Edinburgh.
1987 wurde sie von den Leichtathletik-Weltmeisterschaften in Rom ausgeschlossen, nachdem sie bei einer Dopingkontrolle positiv auf Anabole Steroide getestet worden war.
Nach Ablauf einer zweijährigen Sperre wegen dieses Verstoßes gegen die Dopingbestimmungen holte sie Silber bei den Commonwealth Games 1990 in Auckland und wurde Siebte beim Weltcup 1992 in Havanna.
1986 und 1987 wurde sie Australische Meisterin. Ihre persönliche Bestleistung von 69,80 m stellte sie am 30. Juni 1986 in Belfast auf.